# چاریول
چاریول (انگلیسی: Charriol) شرکت پوشاک سوئیسی است، که در سال ۱۹۸۳ توسط فیلیپ شاریول تأسیس شد و هم‌اکنون مالک ۱۸۷ شعبه بوتیک می‌باشد.